# 이수경 (거문고 연주자)
이수경(李壽卿, 1882년 ~ 1955년 3월 12일)은 조선(고종), 일제강점기의 거문고의 명인이다. 본관은 경주이고, 호는 ‘송사(松史)’이다.

## 생애
아악의 명인이 많이 난 집안에서 태어났다. 조선 철종 때의 악사(樂師)로 피리의 명인인 이인식(李寅植)이 할아버지이고, 고종 때의 악사 이원근(李源根)이 아버지이며, 가곡의 명창인 이병성(李炳星)이 그의 아들이다. 1892년 장악원 악공으로 입사하여 거문고와 정재춤을 배웠고, 1902년 전악에 오르고 1911년에 장악(掌樂)에 임명되었다. 1913년 이왕직 아악수장(雅樂手長)에 임명되었고, 1933년에는 아악사를 역임, 1940년에 퇴임하였다.

## 평가 및 작품
한말 거문고의 삼절(三絶)의 한 분인 이병문(李炳文)의 뒤를 이어받아, 그의 거문고 탄법(彈法)은 정통 수법으로 알려졌으며, 또한 절묘한 연주를 하였다. 특히 〈영산회상〉에 뛰어났다. 정재춤에도 능하였고, 거문고, 단소 같은 악기 제작에도 뛰어난 솜씨가 있었다. 일제 강점기 음반에 합주곡 음반이 남아 있다.